# Pygménattskärra
Pygménattskärra (Nyctipolus hirundinaceus) är en fågel i familjen nattskärror.

## Utseende och läte
Pygménattskärran är som namnet avslöjar en mycket liten nattskärra med otydligt beigefärgad strupe. Grundfärgen varierar geografiskt, där vissa är ljusare och andra mörkare. I flykten syns vita vingband hos båda könen, medan endast hanen uppvisar två vita fläckar på stjärten. Sången är ett kort "wheeo".

## Utbredning och systematik
Pygménattskärran är endemisk för östra Brasilien. Den delas in i tre underarter med följande utbredning:
- Nyctipolus hirundinaceus cearae – förekommer i östra Brasilien (från Ceará till nordligaste Bahia)
- Nyctipolus hirundinaceus hirundinaceus – förekommer i nordöstra Brasilien (från södra Piauí till Bahia och Alagoas)
- Nyctipolus hirundinaceus vielliardi – förekommer i östra Brasilien (Espírito Santo)

### Släktestillhörighet
Tidigare pygménattskärran de i det stora släktet Caprimulgus, men DNA-studier visar att de är närmare släkt med nattskärrorna i bland annat Hydropsalis och Nyctidromus. Denna art har därför, tillsammans med nära släktingen sotnattskärran, lyfts ut till ett eget släkte, Nyctipolus.

## Levnadssätt
Pygménattskärran hittas i beskogad klippig caatinga. Där vilar den dagtid på utsprång och klippblock.

## Status och hot
Arten har ett stort utbredningsområde, men tros minska i antal, dock inte tillräckligt kraftigt för att den ska betraktas som hotad. Internationella naturvårdsunionen IUCN listar arten som livskraftig (LC).